# Ерёмино (Называевский район)
Ерёмино — упразднённая деревня в Называевском районе Омской области России. Входила в состав Большесафонинского сельского поселения. Исключена из учётных данных в 1990-е годы.

## География
Располагалась в 10 км к северо-востоку от села Путь Социализма.

## История
Основана в 1897 г. В 1928 году состояла из 151 хозяйства. В административном отношении являлась центром Ереминского сельсовета Называевского района Омского округа Сибирского края.

## Население
По переписи 1926 г. в деревне проживало 794 человека (380 мужчин и 414 женщин), основное население — русские

## Хозяйство
По данным на 1991 г. деревня являлась отделением совхоза «Путиловский».